# Boudriaa Ben Yadjis
Boudriaa Ben Yadjis là một đô thị thuộc tỉnh Jijel, Algérie. Dân số thời điểm năm 2002 là 10.352 người.